# Themis Panou
Themis Panou, gr. Θέμης Πάνου (ur. 1960 w Stambule) – grecki aktor filmowy, teatralny i telewizyjny. Występuje na deskach Greckiego Teatru Narodowego w Atenach. 
Zdobywca Pucharu Volpiego dla najlepszego aktora na 70. MFF w Wenecji za rolę w filmie Miss Violence (2013) w reżyserii Alexandrosa Avranasa. Jest pierwszym i jedynym jak dotychczas greckim laureatem tej prestiżowej nagrody.
Wystąpił również w takich filmach, jak m.in. Dorośli w pokoju (2019) Costy-Gavrasa czy Uśmiech losu (2023) Andrzeja Jakimowskiego.